# La Rupture (film, 1970)
Pour les articles homonymes, voir La Rupture.
Pour plus de détails, voir Fiche technique et Distribution.
La Rupture est un film franco-belgo-italien réalisé par Claude Chabrol, sorti sur les écrans en 1970.

## Synopsis
Parce que son mari, Charles, un toxicomane, la brutalise, Hélène décide de divorcer et d'emmener avec elle Michel, son petit garçon. Mais son beau-père, un homme riche et puissant, persuadé que la jeune femme est à l'origine de la déchéance de son fils, Charles, fait tout pour que le divorce soit prononcé contre Hélène.

## Fiche technique
- Titre original : La Rupture
- Réalisation : Claude Chabrol
- Scénario : Claude Chabrol, d'après le roman Le Jour des Parques de Charlotte Armstrong
- Décors : Guy Littaye, Françoise Hardy
- Costumes : Dany Rayet
- Photographie : Jean Rabier
- Cameraman : Alain Douarinou
- Son : Guy Chichignoud
- Musique : Pierre Jansen ; orchestre dirigé par André Girard
- Montage : Jacques Gaillard
- Production : André Génovès
- Sociétés de production :  Les Films de La Boétie,  Cinévog Films,  Euro International Film
- Société de distribution : Gaumont Distribution
- Pays de production :  France,  Italie,  Belgique
- Langue originale : français
- Format : couleur (Eastmancolor) — 35 mm — 1,85:1 — son Mono
- Durée : 124 minutes
- Genre : Film dramatique
- Dates de sortie : 
  - France : 26 août 1970
- Interdiction aux moins de 12 ans à sa sortie en salles en France

## Distribution
- Stéphane Audran : Hélène Régnier
- Jean-Pierre Cassel : Paul Thomas
- Michel Bouquet : Ludovic Régnier
- Jean-Claude Drouot : Charles Régnier
- Jean Carmet : M. Pinelli
- Michel Duchaussoy : Allan Jourdan
- Catherine Rouvel : Sonia
- Annie Cordy : Mme Pinelli
- Mario David : Gérard Mostelle
- Katia Romanoff : Elise Pinelli
- Marguerite Cassan : Émilie Régnier
- Margo Lion : Mme Humbert - la première parque
- Louise Chevalier : la deuxième parque
- Maria Michi : la troisième parque
- Angelo Infanti : le docteur Blanchard
- Dominique Zardi : le vendeur des ballons
- Laurent Brunschwick : Michel Régnier
- Claude Chabrol : le passager du tramway
- Serge Bento : le 2e inspecteur
- Pierre Gualdi : Henri
- Harry Kümel : le chauffeur de taxi
- Daniel Lecourtois : maître Maraicher
- Antonio Passalia : l'acteur du film